# Cédric Vuagniaux
Cédric Vuagniaux (1º novembre 1991) è un giocatore di football americano svizzero che gioca nel ruolo di defensive lineman per i Geneva Seahawks.